# Ricardo Ferreira da Silva
Ricardo Ferreira da Silva Kubitski, meglio noto come Ricardinho (Curitiba, 9 settembre 1984), è un calciatore brasiliano, difensore svincolato.

## Carriera
La carriera brasiliana di Ricardinho si è svolta quasi totalmente al Coritiba, dove ha giocato dal 2003 al 2008 e dove già si era formato a livello giovanile, unica eccezione la breve parentesi del 2007 in prestito all'Atlético Mineiro. A partire dal 2009 diventa un giocatore del Malmö FF. Prima dell'inizio della stagione 2010 un infortunio al piede lo tiene fuori tre mesi, permettendogli comunque di giocare 22 partite in un'annata conclusa con la conquista del campionato svedese. Nel 2011 è stato l'unico giocatore del Malmö a disputare tutti gli incontri di campionato di quell'anno. Lascia la squadra nel dicembre 2014, non avendo rinnovato il contratto in scadenza. Nel 2015 Ricardinho viene ingaggiato dal Qəbələ, squadra militante nel massimo campionato azero.

## Palmarès

### Club

#### Competizioni statali
- Campionato Paranaense: 3

Coritiba: 2003, 2004, 2008
- Campionato Mineiro: 1

Atlético Mineiro: 2007

#### Competizioni nazionali
- Campeonato Brasileiro Série B: 1

Coritiba: 2007
- Campionato svedese: 3

Malmö FF: 2010, 2013, 2014
- Supercoppa di Svezia: 2

Malmö FF: 2013, 2014
- Eerste Divisie: 1

Twente: 2018-2019